# Lista das edições do Festival Eurovisão da Canção Júnior
Ao longo da história já aconteceram 21º edições do Festival Eurovisão da Canção Júnior. A próxima edição, a 22º, será o Festival Eurovisão da Canção Júnior 2024 em Espanha
| Edição | Ano  | Número de Países | Anfitrião     | Vencedor      | Primeira participação de cada país | Ano de Retirada                                                                                  | Ano de Regresso                                                                              |
| ------ | ---- | ---------------- | ------------- | ------------- | --- | ------------------------------------------------------------------------------------------------ | -------------------------------------------------------------------------------------------- |
| 1º     | 2003 | 16               | Dinamarca     | Croácia       | Bielorrússia · Bélgica · Croácia · Chipre · Dinamarca · Grécia · Letónia · Macedónia do Norte · Malta · Países Baixos · Noruega · Polónia · Roménia · Espanha · Suécia · Reino Unido |                                                                                                  |                                                                                              |
| 2º     | 2004 | 18               | Noruega       | Espanha       | França · Suíça |                                                                                                  |                                                                                              |
| 3º     | 2005 | 16               | Bélgica       | Bielorrússia  | Rússia · Sérvia e Montenegro | Chipre · França · Polónia · Suíça                                                                |                                                                                              |
| 4º     | 2006 | 15               | Roménia       | Rússia        | Portugal · Sérvia · Ucrânia | Dinamarca · Letónia · Noruega · Sérvia e Montenegro · Reino Unido                                | Chipre                                                                                       |
| 5º     | 2007 | 17               | Países Baixos | Bielorrússia  | Lituânia · Arménia · Bulgária · Geórgia | Espanha · Croácia                                                                                |                                                                                              |
| 6º     | 2008 | 15               | Chipre        | Geórgia       | | Suécia · Portugal                                                                                |                                                                                              |
| 7º     | 2009 | 13               | Ucrânia       | Países Baixos | | Lituânia · Bulgária · Grécia                                                                     | Suécia                                                                                       |
| 8º     | 2010 | 15               | Bielorrússia  | Arménia       | Moldávia | Chipre · Roménia                                                                                 | Lituânia · Letónia                                                                           |
| 9º     | 2011 | 13               | Arménia       | Geórgia       | | Malta · Sérvia                                                                                   | Bulgária                                                                                     |
| 10º    | 2012 | 12               | Países Baixos | Ucrânia       | Albânia · Israel · Azerbaijão | Lituânia · Bulgária · Letónia · Macedónia do Norte                                               |                                                                                              |
| 11º    | 2013 | 12               | Ucrânia       | Malta         | San Marino | Albânia · Israel · Bélgica                                                                       | Macedónia do Norte · Malta                                                                   |
| 12º    | 2014 | 16               | Malta         | Itália        | Itália · Montenegro · Eslovénia | Azerbaijão · Macedónia do Norte · Moldávia                                                       | Bulgária · Croácia · Chipre · Sérvia                                                         |
| 13º    | 2015 | 17               | Bulgária      | Malta         | Irlanda · Austrália | Chipre · Suécia · Geórgia                                                                        | Macedónia do Norte · Albânia                                                                 |
| 14º    | 2016 | 17               | Malta         | Geórgia       | | Montenegro · San Marino · Eslovénia                                                              | Chipre · Israel · Polónia                                                                    |
| 15º    | 2017 | 16               | Geórgia       | Rússia        | | Israel · Bulgária                                                                                | Portugal                                                                                     |
| 16º    | 2018 | 20               | Bielorrússia  | Polónia       | País de Gales · Cazaquistão | Chipre                                                                                           | Israel · França · Azerbaijão                                                                 |
| 17º    | 2019 | 19               | Polónia       | Polónia       | | Israel · Azerbaijão                                                                              | Espanha                                                                                      |
| 18º    | 2020 | 12               | Polónia       | França        | Alemanha | Austrália · Albânia · Arménia · Irlanda · Itália · Macedónia do Norte · País de Gales · Portugal |                                                                                              |
| 19º    | 2021 | 19               | França        | Arménia       | | Bielorrússia                                                                                     | Albânia · Arménia · Azerbaijão · Bulgária · Irlanda · Itália · Macedónia do Norte · Portugal |
| 20º    | 2022 | 16               | Arménia       | França        | | Alemanha · Azerbaijão · Bulgária · Rússia                                                        | Reino Unido                                                                                  |
| 21º    | 2023 | 16               | França        | França        | Estónia | Cazaquistão · Sérvia                                                                             | Alemanha ·                                                                                   |
| 22º    | 2024 |                  | Espanha       |               | | Reino Unido                                                                                      |                                                                                              |
| Edição | Ano  | Número de Países | Anfitrião     | Vencedor      | Primeira participação de cada país | Ano de Retirada                                                                                  | Ano de Regresso                                                                              |